# The Uncanny
The Uncanny (br: A Maldição dos Gatos) é um filme de horror de antologia britânico-canadense de 1977, sobre vingança felina. O filme foi escrito por Michael Parry, dirigido por Denis Héroux e estrelado por Peter Cushing, Donald Pleasence, Ray Milland, Joan Greenwood, Donald Pilon, Samantha Eggar e John Vernon. 
Embora seja semelhante às antologias de terror lançadas pela Amicus Productions, foi na realidade distribuído pela The Rank Organization. No entanto, o co-produtor foi Milton Subotsky, da Amicus. 
É um filme que narra a historia de um escritor que conta ao seu editor quatro contos relacionados a gatos e misteriosas mortes.

## Elenco
- Peter Cushing como Wilbur Gray
- Samantha Eggar como Edina Hamilton (segment 3 "Hollywood 1936")
- Ray Milland como Frank Richards
- Susan Penhaligon como Janet (segment 1 "London 1912")
- Donald Pleasence como Valentine De'ath (segment 3 "Hollywood 1936")
- Alexandra Stewart como Mrs. Joan Blake (segment 2 "Quebec Province 1975")
- John Vernon como Pomeroy (segment 3 "Hollywood 1936")